# 火星山遗址
火星山遗址，位于中华人民共和国云南省保山市施甸县姚关镇姚关街西火星山南麓大岩房岩厦下的一个旧石器时代晚期、新石器时代并存遗址。

## 特点
1987年秋，火星山遗址开始进行清理，面积约50平方米，文化层堆积厚约1.55米，分四层。其中第二层有灰坑，出土磨制梯形石锛、砺石等，属新石器时代地层。第四层有灰坑，发现打制单平面手锤、砍砸器、刮削器、尖状石器50件，骨锥、骨针、角锥等31件，属旧石器时代晚期地层。
该遗址与附近的塘子沟遗址、保山板桥龙王塘遗址、老虎洞遗址、施甸姚关火星山大马圈岩房遗址、万仞岗遗址等发现距离相近，根据考古鉴定同属于旧石器时代晚期，并存在明显的亲缘关系，应该是古代濮人的先民。